# السرار (الجوف)
السرار هي إحدى قرى الجمهورية اليمنية. وهي تتبع جغرافيًا لمحافظة الجوف. وإداريًا لمديرية الحميدات. يبلغ تعداد سكانها 1401 نسمة حسب الإحصاء الذي جرى عام 2004.